# Luhnův algoritmus

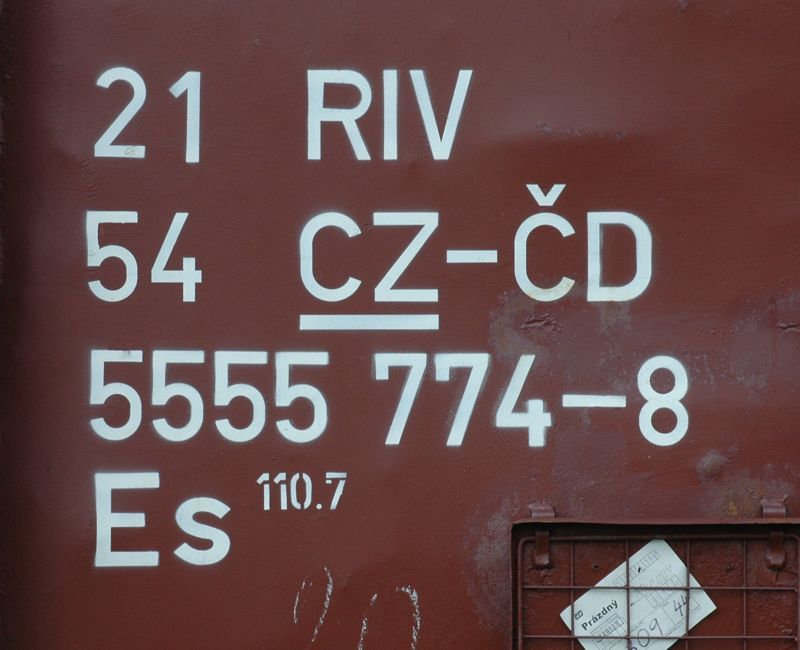
Evidenční číslo železničního vozidla – cifra „8“ za pomlčkou je spočtena Luhnovým algoritmem z předchozích jedenácti

Luhnův algoritmus je jednoduchý algoritmus kontrolního součtu čísel, používaný dnes při kontrole platnosti řady identifikačních čísel. Jako kontrolní mechanismus se nesnaží být kryptografickou hašovací funkcí a není odolný vůči cíleným útokům, jeho úkolem je pomoci při detekci náhodných chyb.
Používá se například pro čísla kreditních karet, identifikaci železničních vozidel, čísla IMEI, nebo pro variabilní symboly přidělované organizacím od roku 2009 Českou správou sociálního zabezpečení. Existuje i varianta pro nečíselné řetězce, Luhnův algoritmus modulo N.
Algoritmus vymyslel Hans Peter Luhn z IBM a popsal jej v patentu 2 950 048 amerického patentového úřadu podaném 6. ledna 1954 a schváleném 23. srpna 1960.
Dnes již algoritmus žádným patentem chráněn není a využívá se v mnoha aplikacích, je například součástí specifikace ISO/IEC 7812.

## Algoritmus
Algoritmus je nezávislý na délce čísla (principiálně stačí dvouciferný řetězec).
Autorita přidělující identifikační číslo stanoví Luhnovým algoritmem kontrolní číslici a přidá ji na jeho pravý konec.
Při kontrole správnosti takového identifikačního čísla, například při jeho neautomatizovaném odečtu, se potom postupuje v těchto třech krocích:
1. Pro každou druhou číslici (bráno zprava, tedy se netýká kontrolní číslice) spočítáme její dvojnásobek.
2. Ciferné součty získaných dvojnásobků sečteme se zbývajícími číslicemi.
3. Pokud nám vyšel výsledek končící nulou (tedy číslo, jehož zbytek po dělení 10 je nula), původní číslo prošlo testem, jinak jím neprošlo.

### Příklad
Identifikační údaj „21 RIV 54 CZ-ČD 5555 774–8“ na vozidle z ilustračního obrázku by byl kontrolován takto:
1. Vlastní součástí identifikace jsou jen číslice, k ostatním znakům se nepřihlíží, vstupem algoritmu je tedy číslo 215455557748.
2. Zdvojnásobením každé druhé číslice zprava získáme: (4×2) = 8, (7×2) = 14, (5×2) = 10, (5×2) = 10, (5×2) = 10, (2×2) = 4; (dvouciferné) výsledky nahradíme jejich cifernými součty.
3. Sečtením ciferných součtů s číslicemi na ostatních pozicích získáme (zprava): 8 + (8) + 7 + (1 + 4) + 5 + (1 + 0) + 5 + (1 + 0) + 4 + (1 + 0) + 1 + (4) = 50
4. Zbytek po dělení deseti je nula, číslo je tedy platné.

## Implementace
Například v Pythonu může vypadat zápis algoritmu takto:
```
def
 
luhn_check
(
num
):

    
rpos
 
=
 
sum_
 
=
 
0

    
while
 
num
:

        
num
,
 
c
 
=
 
divmod
(
num
,
 
10
)

        
if
 
rpos
 
%
 
2
:

            
sum_
 
+=
 
sum
([
int
(
x
)
 
for
 
x
 
in
 
str
(
2
 
*
 
c
)])

        
else
:

            
sum_
 
+=
 
c

        
rpos
 
+=
 
1

    
return
 
sum_
 
%
 
10
 
==
 
0

```